# После нас хоть потоп
«После нас хоть потоп» (фр. Après nous le déluge [a.pʁɛ nu lə de.lyʒ]), вариант — «После меня хоть потоп» (фр. Après moi le déluge [a.pʁɛ mwa lə de.lyʒ]), то есть после нашей смерти погибай хоть весь мир; это выражение принадлежит маркизе де Помпадур и было в первый раз употреблено ею при получении Людовиком XV глубоко поразившего его известия о неудачном сражении при Росбахе (1757). Помимо этого, фраза фаворитки стала и олицетворением губительной расточительности финансовой политики Людовика, который оставил в наследство Людовику XVI страну, находящуюся на грани банкротства.
Выражение можно толковать двояко: в случае «После меня придёт потоп» утверждается, что если правление монарха закончится революцией, страна погрузится в хаос; вариант «После меня пусть потоп придёт» подразумевает, что ему всё равно, что произойдёт после его исчезновения.
Ту же мысль выражала старинная греческая поговорка, которую в латинском переводе часто употреблял Тиберий: Me mortuo terra misceatur igni («после моей смерти [хоть] земля смешается с огнём» или «когда умру, пускай земля огнём горит»).
Некоторые исследователи склонны приписывать эту фразу регенту Филиппу Орлеанскому.

## Примеры использования
- Карл Маркс в труде «Капитал» (том I): «Après moi le déluge! [После меня хоть потоп!] — вот лозунг всякого капиталиста и всякой капиталистической нации. Поэтому капитал беспощаден по отношению к здоровью и жизни рабочего всюду, где общество не принуждает его к другому отношению… Но в общем и целом это и не зависит от доброй или злой воли отдельного капиталиста. При свободной конкуренции имманентные законы капиталистического производства действуют в отношении отдельного капиталиста как внешний принудительный закон»[2][3].
- «Надо иметь бесстыдство людей, для коих служит поводом поговорка „après nous le déluge“, чтобы ещё и теперь стоять за какое бы то ни было укоренившееся лицемерие, в какой бы то ни было форме» (Н. С. Лесков)[4][5].
- «Буржуазия, как всегда, руководится правилом: „après nous le déluge“ — после нас хоть потоп!», — отмечал В. И. Ленин в брошюре «Грозящая катастрофа и как с ней бороться», написанной в сентябре 1917 года[6][7].